# Ulica Warszawska w Giżycku
Ulica Warszawska w Giżycku – jedna z głównych ulic Giżycka. Biegnie od Placu Grunwaldzkiego w centrum miasta do skrzyżowania z ulicami Suwalską przedłużającą ją w kierunku wschodnim i Białostocką stanowiącą jej kontynuację w kierunku południowo-zachodnim.
Przed 1945 była to Lyckerstrasse (ul. Ełcka), wcześniej nazywała się Oletzkoerstrasse (ul. Olecka), natomiast od XVII do poł. XIX Margrabowastrasse, ponieważ tak nazywało się wtedy Olecko – Margrabowa.

## Ważniejsze obiekty
- Kościół ewangelicki z 1827;  A-897 z 18.12.1991 (pl. Grunwaldzki 6)
- Galeria Handlowa "Batory" (nr 2)
- Dom z II poł. XIX w.;  G/24 z 31.12.1949 oraz A-901 z 2.01.1992 (nr 17)
- Cmentarz komunalny i park (dawny cmentarz);  516 z 23.07.1986 (okolice skrzyżowania z ul. Dąbrowskiego)
- Wieża ciśnień z pocz. XX w.;  A-4531 z 7.12.2009 (nr 37)
- Szkoła Podstawowa nr 2 (nr 39)
- Szpital Powiatowy (nr 41)
- KP Państwowej Straży Pożarnej (ul. Białostocka 2)